# Topsail–Paradise
Circonscription électorale provinciale du Canada
Topsail–Paradise est une circonscription électorale provinciale de la Chambre d'assemblée de la province canadienne de Terre-Neuve-et-Labrador.

## Liste des députés
| Topsail–Paradise |                |                           |                |             |
| Député           | Député         | Parti                     | Mandat         | Législature |
|                  | Paul Dinn (en) | Progressiste-conservateur | 2015 - 2019    | 48e         |
|                  | Paul Dinn (en) | Progressiste-conservateur | 2019 - 2021    | 49e         |
|                  | Paul Dinn (en) | Progressiste-conservateur | 2021 - présent | 50e         |